# 아바르어
아바르어(магӀарул мацӀ‘산의 언어’ 또는 авар мацӀ, awar macʼ)는 북동캅카스어족의 아바르안디어파에 속한 언어로, 다게스탄을 중심으로 분포하는 캅카스 아바르족이 사용한다.

## 사용 지역
아바르어는 다게스탄 공화국(러시아)과 자가탈라 구(아제르바이잔)에서 사용된다. 일부 아바르어 사용자 그룹은 러시아의 다른 지역은 물론 체첸 공화국과 칼미크 공화국, 조지아, 카자흐스탄, 요르단, 터키의 마르마라해 지역 등에도 분포한다. 2010년 기준 총 사용자 수는 약 100만 명에 달하는 것으로 추정된다.

### 공식 지위
아바르어는 다게스탄 공화국의 6개의 공용어 가운데 하나로 인정되어 있고, 주로 아바르족이 사용하나 다른 민족과 의사소통할 때도 사용하기도 한다.

### 방언
아바르어의 주요 방언은 북부 방언(아바르어의 문학 작품에 많이 사용, 훈자흐 방언, 카즈베크 방언, 구니브 방언, 굼베트 방언과 다른 방언), 남부 방언(수브 방언의 일종, 안달랄 방언, 기다틀 방언, 안추흐 방언, 차로다 방언, 틸랴라타 방언, 쿠마다 방언, 쿤타 방언, 기타 방언)으로 나눌 수 있다. 아바르어는 이외에도 50개에 달하는 방언이 있다. 이 중 많은 언어학자들이 아바르어와 가까운 언어로 다루는 것은 바구달어, 차말랄어, 부두흐어, 보틀리흐어, 안디어, 고도베리어, 틴디어, 카라티어, 아흐바흐어, 체스어 (때로는 디도어), 흐바르시어, 기누흐어, 훈지브어, 베즈타어이다.

### 표준어
문어(文語)로 쓸 때나 서로 다른 방언을 사용하는 사람들끼리 소통할 때에는 주로 "болмацӏ (bolmacʼ)"라는 표준어를 많이 쓰는데, 이는 아바르 지역의 중심지인 쿤자흐(Khunzakh)의 방언이 기반이 되어 남부 방언의 영향을 받아 형성된 것이다. 특히 다게스탄의 국민 시인으로도 불리는 라술 감자토프(1923 - 2003)가 아바르어로 쓴 작품들이 널리 알려져 있다.

## 표기 방식
아바르어는 15세기부터 고대 조지아 문자로 표기되었다. 17세기부터 아바르어는 아랍 문자로 표기되었는데, 아바르어의 아랍 문자 표기는 아잠이라고 불렸으며 오늘날에도 알려져 있다. 소비에트 연방시절인, 1928년에 아바르어는 라틴 문자를 쓰다가 1938년에 키릴 문자로 바뀌었다. 이것은 러시아 문자에 다른 독특한 문자인 palochka (Ӏ)를 추가한 것이다. 일부 문자는 라틴 문자 I (palochka)와 비슷한 것도 있다.

## 문장
kiwe hit'inaw was unew wugew

"작은 소년은 어디에 있어요?"
wacas šiša bekana

"병이 깨졌다."
hez nux habuleb bugo

"그들은 길에 위치한 빌딩에 있다."
Vurchami
안녕하세요!
Chib hal bugeb?
어떻게 느꼈어요?
Dur tsar chib?
이름은 뭐에요?
Chan son due bugeb?
몇살이에요?
Kiwe mun inev vigev?
어디에 가세요?

## 같이 보기
- 북동캅카스어족
- 캅카스 제어